# سكوتي بيكيت
سكوتي بيكيت (بالإنجليزية: Scotty Beckett)‏ مواليد 04 أكتوبر 1929 في أوكلاند، الولايات المتحدة - الوفاة 10 مايو 1968 في لوس أنجلوس، هو ممثل أمريكي بدأ مسيرته الفنية سنة 1933. درس في جامعة كاليفورنيا الجنوبية.

## الأعمال
- أنتوني السيء
- علاقة حب
- صف الملوك
- الجنة يمكن أن تنتظر
- قصة جولسن
- ساحة المعركة
- السامي والقوي

## روابط خارجية
- سكوتي بيكيت على موقع IMDb (الإنجليزية)
- سكوتي بيكيت على موقع ألو سيني (الفرنسية)
- سكوتي بيكيت على موقع تيرنر كلاسيك موفيز (الإنجليزية)
- سكوتي بيكيت على موقع أول موفي (الإنجليزية)
- سكوتي بيكيت على موقع قاعدة بيانات برودواي على الإنترنت (الإنجليزية)
- سكوتي بيكيت على موقع قاعدة بيانات الأفلام السويدية (السويدية)
- سكوتي بيكيت على موقع إن إن دي بي (الإنجليزية)
- سكوتي بيكيت على موقع قاعدة بيانات الفيلم (الإنجليزية)
- سكوتي بيكيت على موقع كينوبويسك (الروسية)